# Don Diego i Pelageja
Don Diego i Pelageja, a volte noto col titolo italiano Don Diego e Pelagia,è un film del 1928, diretto da Jakov Protazanov.

## Trama
Il capostazione di una sonnolenta località rurale sovietica sfugge alla noia immergendosi nella lettura di romanzi cavallereschi spagnoli, di cui si immagina essere un eroe, chiamato "Don Diego": egli mette pure in scena, per sé solo, alcune delle gesta contenute nelle epopee, lavorando di fantasia. Ma quel giorno non era solo: assorbito nelle audaci imprese del libro si era infatti dimenticato che il treno stava arrivando, e le donne del paese – riunitesi come di consueto alla stazione per vendere i loro prodotti alimentari ai passeggeri – lo vedono mentre brandisce il suo bastone come fosse una spada, e scoppiano a ridere. "Don Diego", colto in fallo ed umiliato, decide di vendicarsi applicando alla lettera il regolamento: è vietato attraversare i binari, si sa, e allora il capostazione insegue le donne, riuscendo però a bloccarne solo una, l'anziana contadina Pelageja Dëmina, che non ha intenzione, né i mezzi, di pagare la multa.
Un verbale viene quindi redatto ed inoltrato alle autorità competenti. L'autorità competente di turno sta parlando con un amico delle sue vacanze al mare, e di quanto succinti erano i costumi delle donne, mentre con i consueti tratti di penna destina l'incartamento, che non legge, al successivo stadio burocratico. Pelageja viene quindi convocata al tribunale della vicina cittadina. Pelageja non si presenta. Non può presentarsi, perché il segretario del tribunale ha strappato una porzione della lettera di convocazione per rollarsi una sigaretta. Tempo dopo, necessariamente, Pelageja viene condotta in stato di fermo al tribunale. All'udienza è presente il capostazione, che, ritenendolo utile alla causa, deposita, insieme agli oggetti requisiti alla donna (una giara, dei frutti, delle patate…), un imponente faldone sul banco, e si inventa delle accuse di fantasia: la donna sarebbe stata, oltre che la ladra di una panchina della stazione, la causa del deragliamento di un treno di bambini. Nel mal informato passa-parola Pelageja viene ritenuta, fra il pubblico del processo, un'infanticida che usava sgozzare bambini sull'aia. Il giudice ha mal di denti, la sua assistente è sorda, Pelageja non viene certo accusata di omicidio, ma viene comunque condannata a tre mesi di prigione.
Il marito di Pelageja comincia ad avere difficoltà nella conduzione della fattoria. Si munisce di prodotti agricoli e di qualche risparmio monetario, al fine di ungere le ruote necessarie per il rilascio della moglie. Si reca innanzitutto da Miroša, un'autorità locale, che coglie l'occasione per truffarlo, poi dal Pope, che gli dice che la presente difficoltà deriva dal giusto fatto che sta scontando i suoi peccati, infine da tale Michail Žarov, un osservatore governativo giunto di recente sul luogo per ispezionare l'attività del kolchoz, che, incompetente com'è – si limita a sbirciare sotto le gonne, e probabilmente non ha mai visto una mucca prima di allora – evidentemente non può aiutarlo. Fortunatamente due giovani appartenenti al Komsomol, Nataša e Miša, prendono a cuore il suo caso.
In primo luogo essi intervengono a risanare le condizioni della fattoria, poi intraprendono l'odissea di rendere noto il caso alle autorità. E si imbattono in impiegati svogliati, che non danno loro retta in quanto impegnati (negli orari di lavoro) a mangiare, a truccarsi, o a leggere romanzetti; vengono rimbalzati da sportello a sportello, da ufficio ad ufficio; vengono invitati, per quanto fossero gli unici presenti, a munirsi del famoso "numerino" presso un distributore che non funziona; si ritrovano respinti agli sportelli perché l'orario di chiusura è passato da alcuni secondi (ma verosimilmente passerà dopo alcuni minuti); subiscono il surreale smacco di assistere ad una riunione "antiburocratica" indetta da alcuni ligi membri dell'establishment, che, dopo aver discettato sull'"evoluzione dialettica", concludono, massimo del sarcasmo non voluto, rilevando che le difficoltà burocratiche non sono presenti nel loro distretto.
È solo quando, dopo tutti gli sforzi, il caso viene presentato ad un membro del partito, che le cose cominciano a sistemarsi. Viene ripercorsa tutta la catena discendente: ciascuno dei negligenti, contattati dal funzionario, ora si mette a trottare. Il caso viene risolto, Pelageja è scarcerata. Don Diego è redarguito dal funzionario di partito, che gli rimprovera di essersi mantenuto alla lettera dei regolamenti, e di averne tralasciato lo spirito.
Il giorno dopo, l'ufficio di collocamento è affollato da tutti gli impiegati inefficienti coinvolti nella vicenda, che sono stati rimossi dai loro posti.
Pelageja Dëmina e il marito, soddisfatti per la risoluzione del caso, chiedono ai membri del Komsomol di farne parte, suscitando ilare simpatia, poiché si tratta di un'organizzazione giovanile.

## Produzione
La copia della pellicola conservata all'archivio cinematografico russo Gosfilmofond ha una lunghezza complessiva di 1655 metri.

## Distribuzione
Don Diego i Pelageja è uscito nelle sale cinematografiche sovietiche il 24 febbraio 1928.
In tempi recenti, il film è stato proiettato, fra l'altro, al Festival internazionale del cinema di Berlino (1982), al Festival cinematografico internazionale di Mosca (2004), e alle Giornate del cinema muto (Pordenone, 2014).
Il film è stato edito in DVD.

## Accoglienza
Peter Bagrov, del George Eastman Museum ritiene che "questa commedia presenta molti personaggi e situazioni divertenti, anche se qui la natura dell’umorismo non poggia sull’esagerazione, ma sul riconoscimento di situazioni tipiche. Nella sua schietta giustapposizione tra la grottesca macchina burocratica e una persona in carne ed ossa, raccontata con il maggior realismo possibile, il film restituisce un sentimento di disperazione e di rancore finora impensabile per una commedia sovietica. Don Diego e Pelageya fu la prima di molte “commedie tristi”, un genere che in Russia sarebbe diventato popolare solo qualche decennio dopo."